# Tripanossomíase
Tripanossomíase ou tripanossomose é a designação geral dada a várias doenças de vertebrados causadas por protozoários parasitas do género Trypanosoma. Cerca de 500 000 pessoas em 36 países da África subsariana sofrem de tripanossomíase africana que é causada por Trypanosoma brucei gambiense ou Trypanosoma brucei rhodesiense. A outra forma humana da tripanossomíase, chamada doença de Chagas, causa cerca de 21 000 mortos por ano sobretudo na América Latina.

## Tripanossomíases humanas
- Tripanossomíase africana, transmitida pela mosca tsétsé infectada com Trypanosoma brucei, ver doença do sono
- Tripanossomíase americana transmitida por insectos da família Reduviidae, como o barbeiro infectados com Trypanosoma cruzi, ver doença de Chagas.

## Tripanossomíases animais
Mais numerosas, afectam várias espécies animais na África e América Latina.